# أنور علي (لاعب كريكت)
أنور علي (25 نوفمبر 1987 في باكستان - ) (بالأردوية: انور علی)‏ (بالإنجليزية: انور علی)‏ هو لاعب كريكت باكستاني. شارك مع منتخب باكستان للكريكت. أما مع النوادي، فقد لعب مع Rangpur Riders ‏ وQuetta Gladiators ‏ وList of Karachi first-class cricket teams ‏ وPakistan International Airlines cricket team ‏.

## وصلات خارجية
- أنور علي على موقع إي آس بي آن كريك إنفو (الإنجليزية)